# Automuseum d. kleine Lemgoer
Das Automuseum d. kleine Lemgoer ist ein Museum für Oldtimer in Nordrhein-Westfalen. Es befindet sich im Ortsteil Hörstmar von Lemgo im Kreis Lippe in Ostwestfalen-Lippe.

## Geschichte
Der Kieferorthopäde Klaus Otto Räker kaufte 1976 sein erstes klassisches Automobil, einen Mercedes-Benz 300 SL. Weitere alte Fahrzeuge folgten. 1993 eröffnete er sein Automuseum. Früher war es jeden Sonntag geöffnet. Seit Räkers Tod 2019 betreibt Gerrit Emmerich das Museum und öffnet es nur noch nach Vereinbarung.

## Ausstellungsgegenstände
Ausgestellt sind etwa 40 Autos, 10 Motorräder und 4 Motoren. Der Schwerpunkt liegt bei Sportwagen von Porsche. Genannt sind Porsche 356, 911, 550, 718, 904, 917 und 597 sowie 944. Außerdem sind BMW 315/1, Ferrari 512 BB, Ford Taunus (G73A) von 1951, Glas 1004, Honda S800, verschiedene Mercedes-Benz, NSU-Fiat 500, Rolls-Royce 20/25 hp, Seat 600, Sylva Fury und VW Käfer ausgestellt.

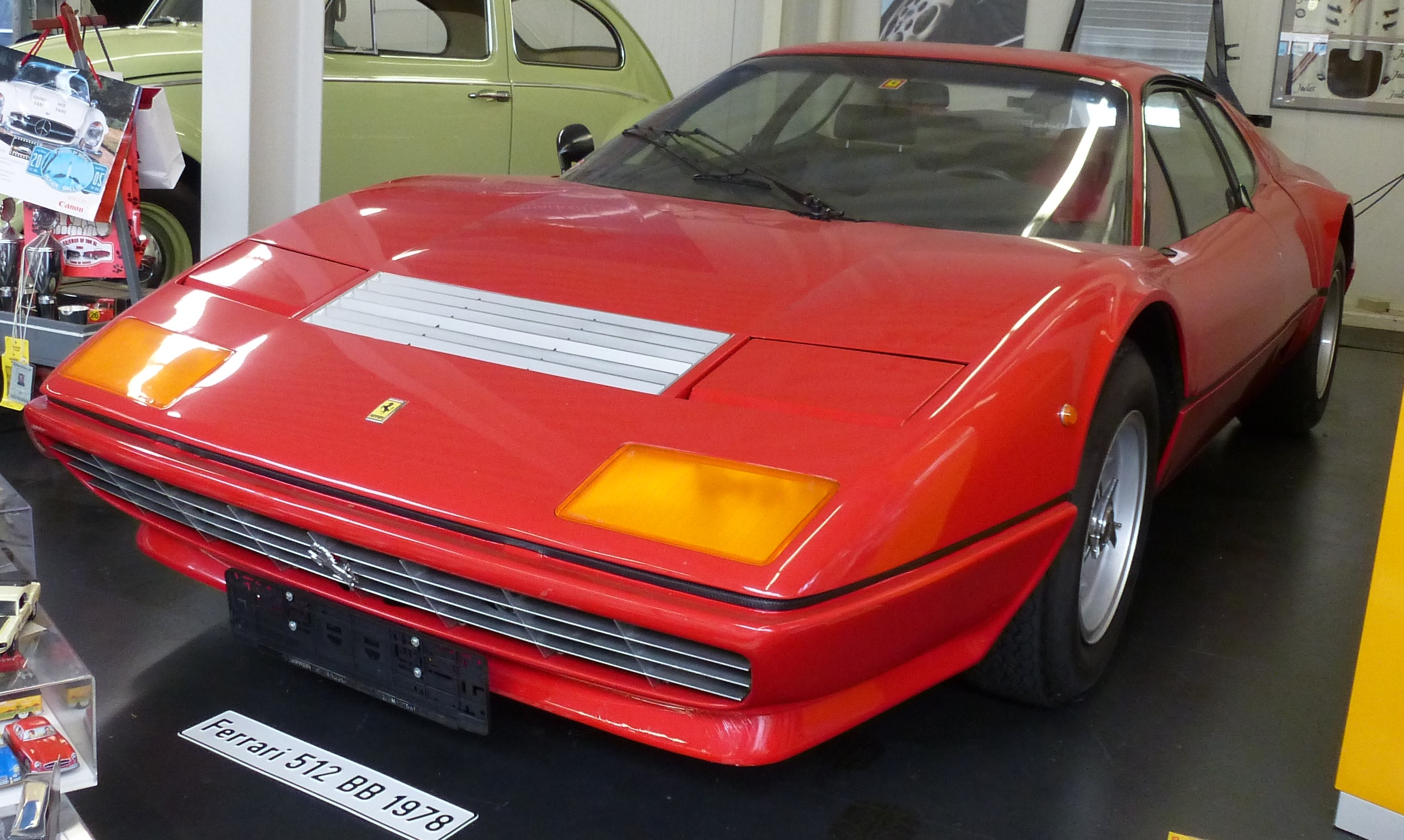
Ferrari 512 BB 1978
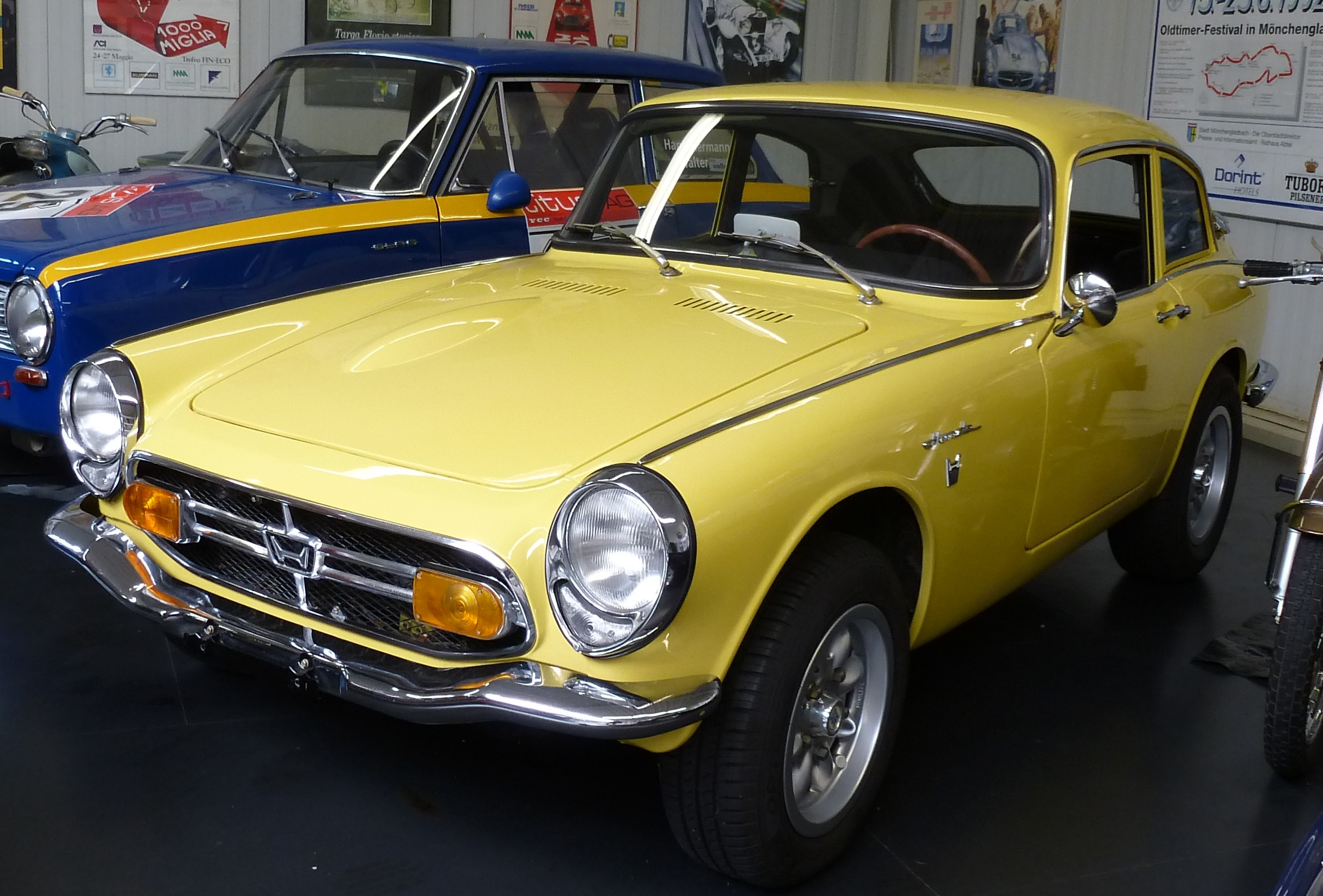
Honda S 800
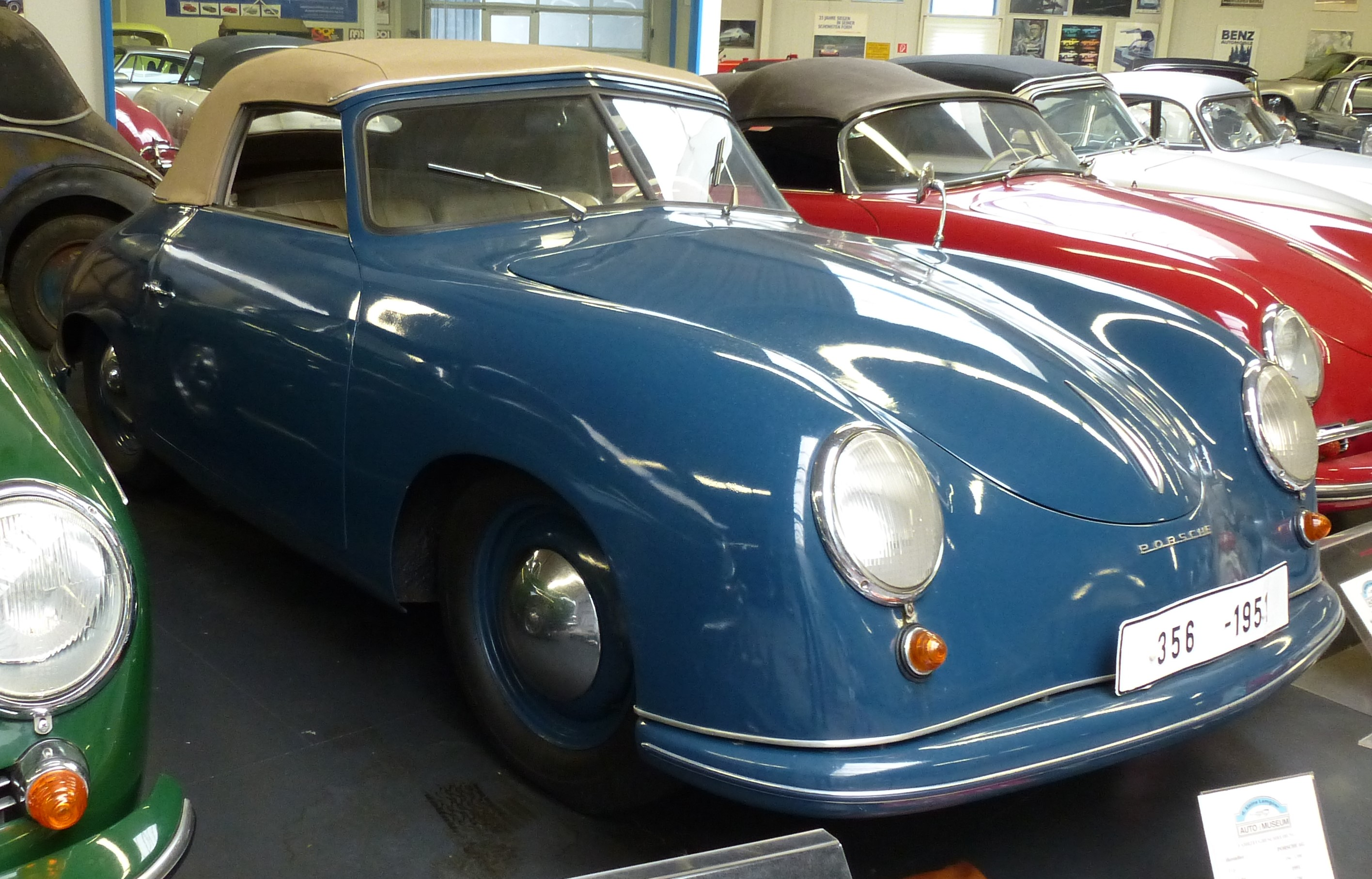
Porsche 356 1951
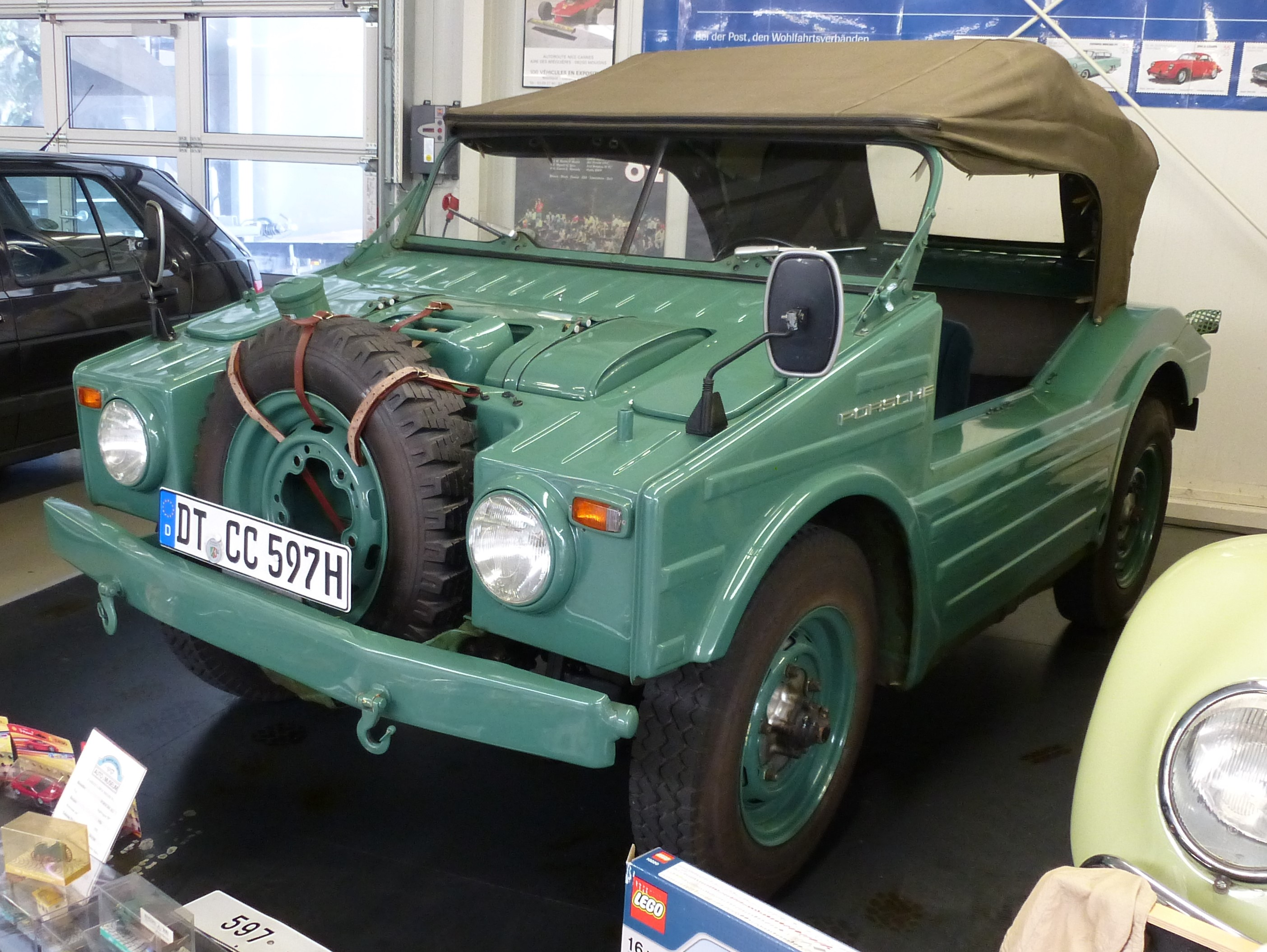
Porsche 597 1956
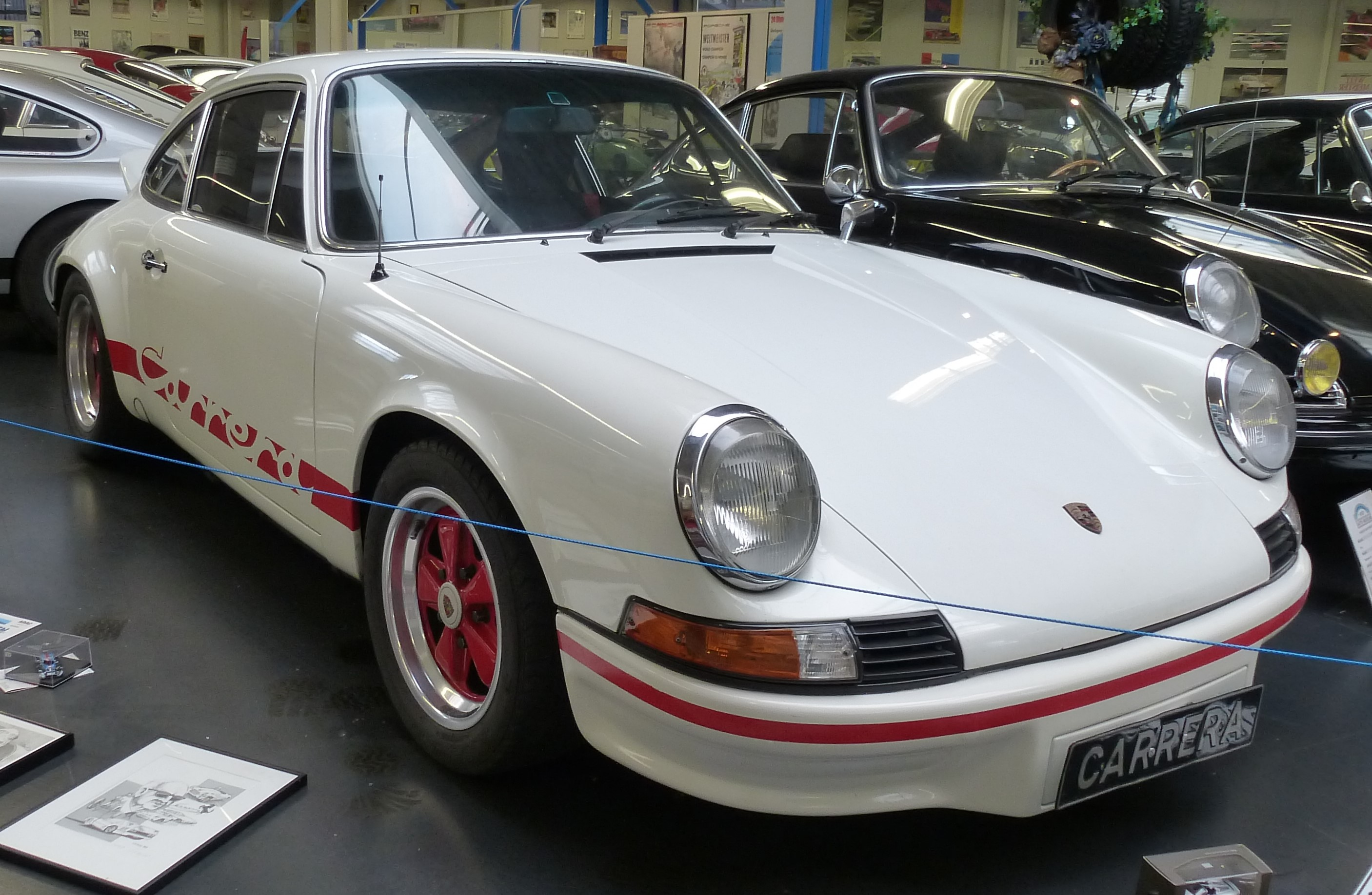
Porsche 911 1973
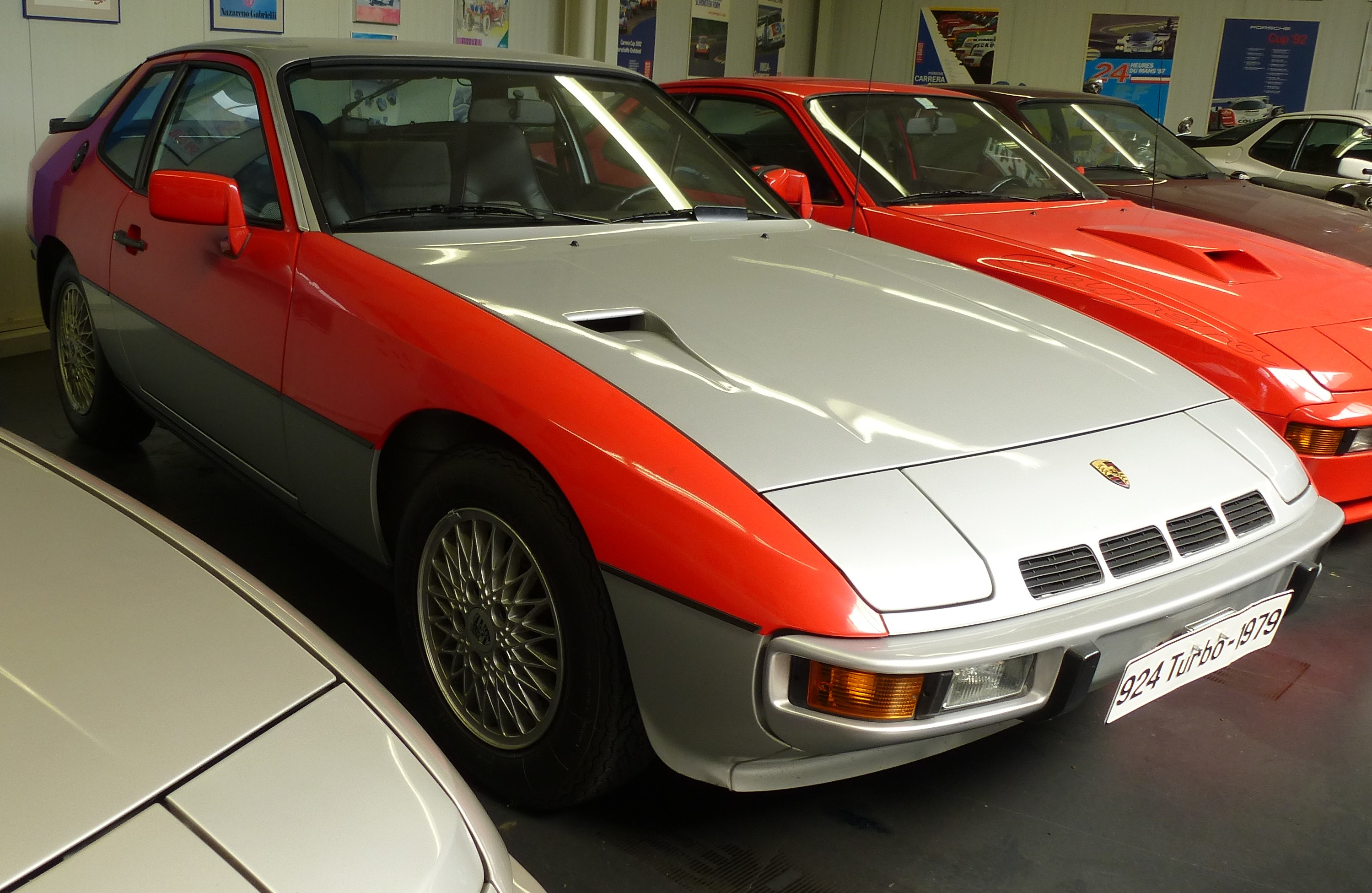
Porsche 924 1979
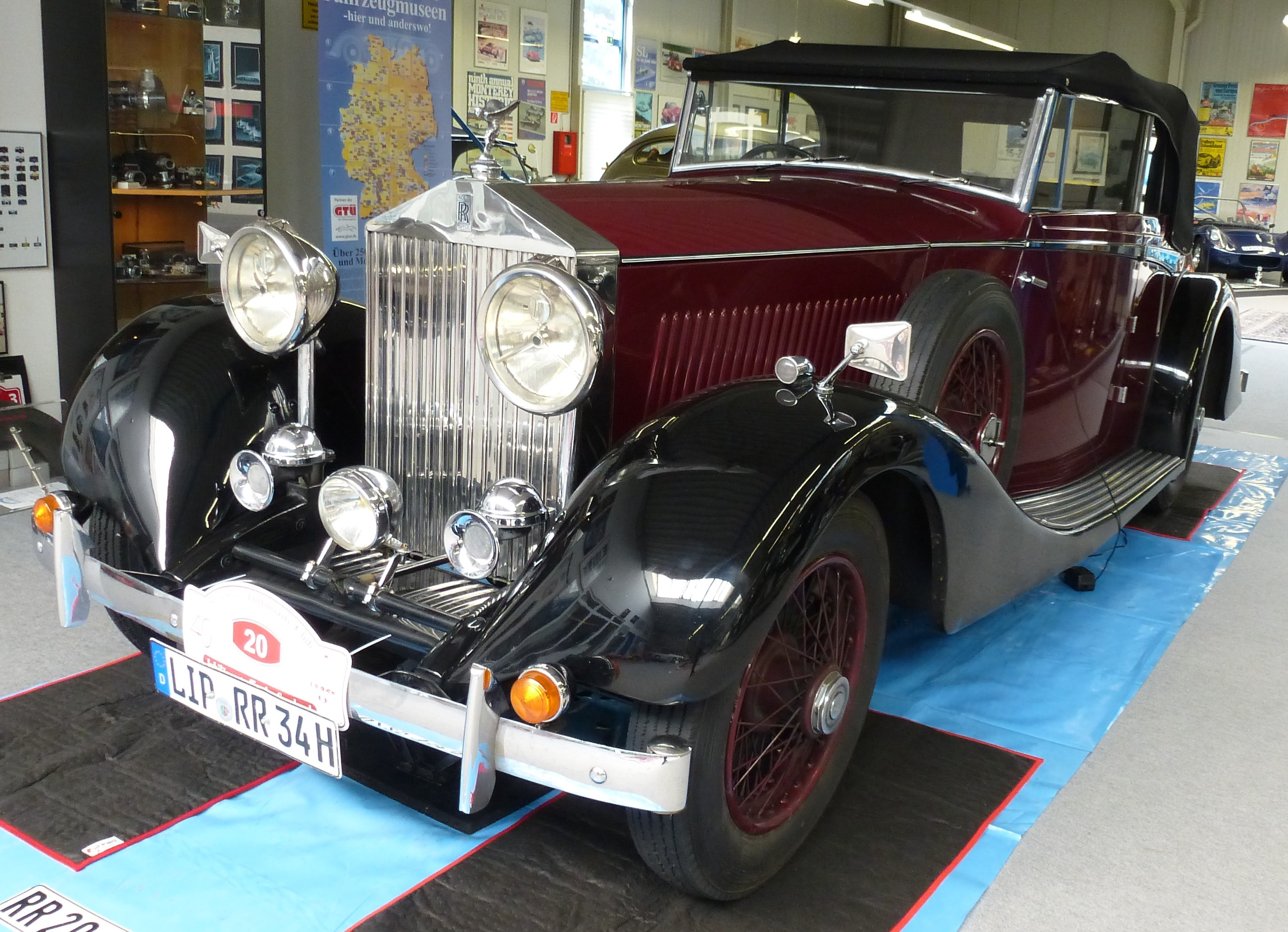
Rolls-Royce 20/25 hp 1934
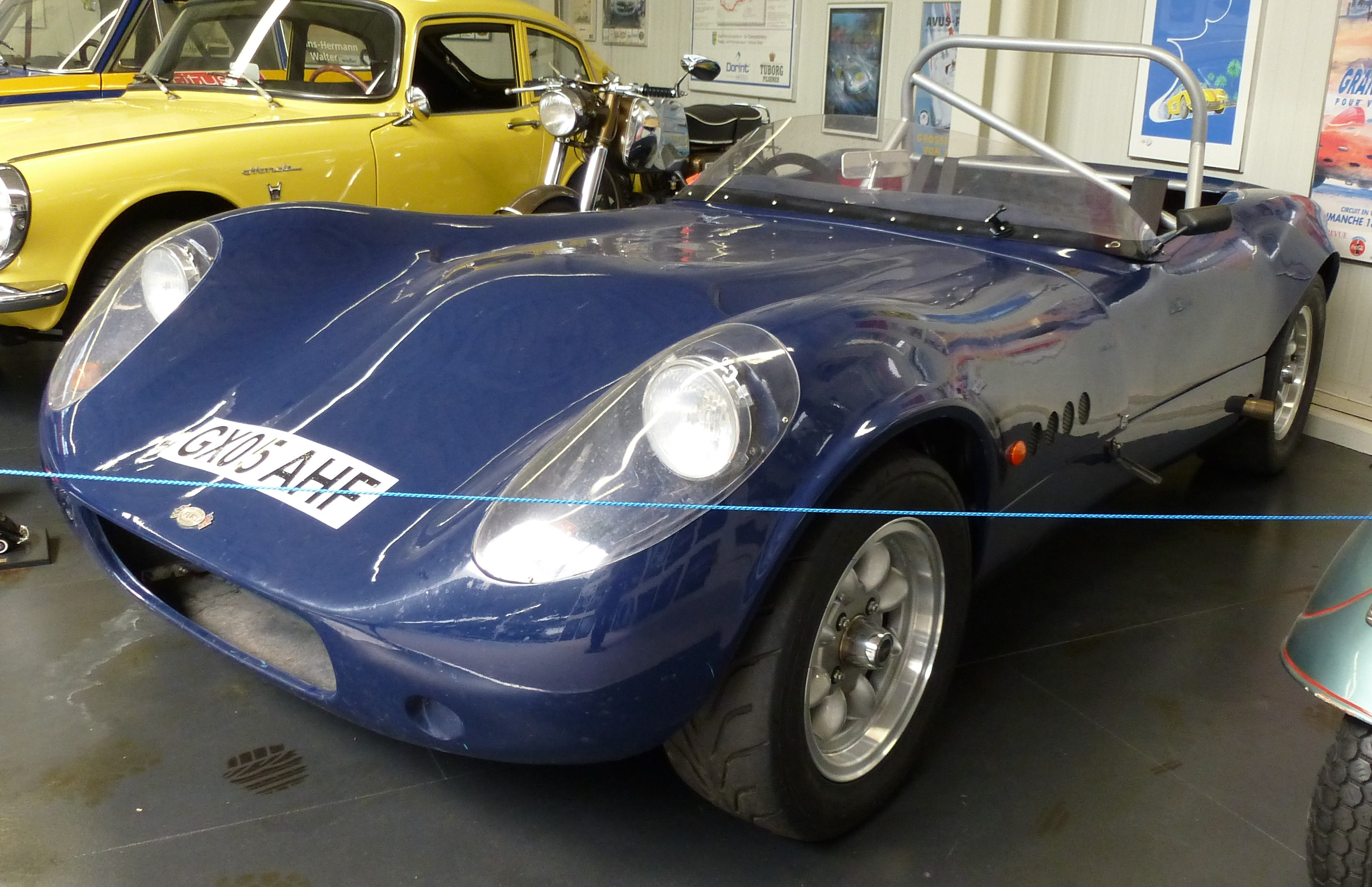
Sylva Fury 1971